# NGC 295
NGC 295 est une galaxie spirale située dans la constellation des Poissons. NGC 295 a été découverte par l'astronome britannique Ralph Copeland en 1872.

## Caractéristiques
Sa vitesse par rapport au fond diffus cosmologique est de 4 315 ± 22 km/s, ce qui correspond à une distance de Hubble de 63,6 ± 4,5 Mpc (∼207 millions d'al).
NGC 295 présente une large raie HI.

## Identification de NGC 295

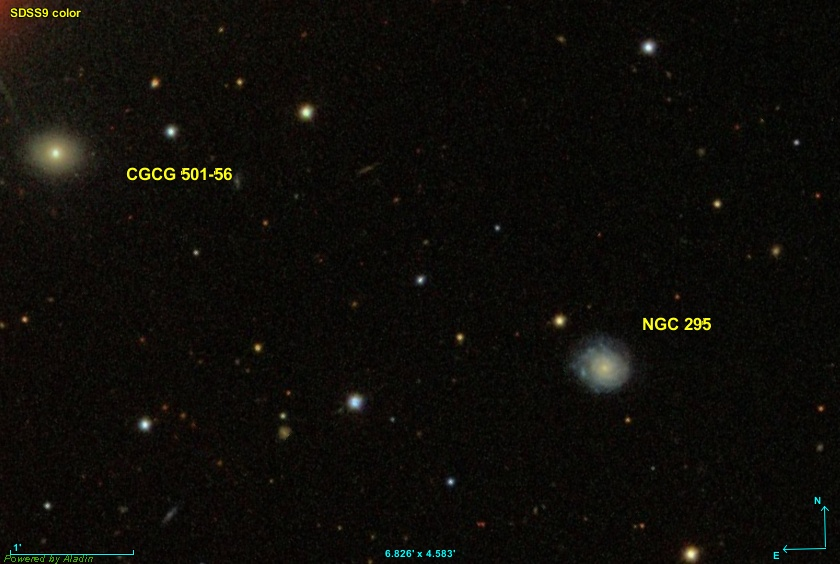
NGC 295 est la galaxie au sud-est de CGCG 501-56.

La position donnée de NGC 295 par Copeland est près de celle de la galaxie NGC 296, mais une étoile de magnitude 10 supposée se trouver tout près au nord-est ne correspond pas du tout à la description de Copeland. En conséquence NGC 295 considérée par plusieurs sources comme la galaxie NGC 296 ou encore comme un objet perdu. Selon Harold Corwin, Copeland pensait observer une autre galaxie à proximité de NGC 296, il est donc maintenant clair qu'il a dû observer une paire de galaxies et non NGC 296. En fait, la galaxie qu'il croyait voir à proximité est CGCG 501-56 qui est environ à 1° de NGC 296. En utilisant cette galaxie à la place de "296" de Copeland, il ne fait aucun doute que la galaxie observée par celui-ci est NGC 295, soit la galaxie CGCG 501-56.
Note : pour obtenir les données de NGC 295 sur la base de données NASA/IPAC, il faut utiliser la requête PGC 3555 ou encore CGCG 501-056. 

## Groupe de NGC 315
La galaxie CGCG 501-56 (=NGC 295) fait partie du groupe de NGC 315. Ce groupe comprend plus d'une quarantaine de galaxies. Outre NGC 266, les principales galaxies de ce groupe sont NGC 226, NGC 243, NGC 262, NGC 266, NGC 311, NGC 315, NGC 338, IC 43, IC 66 et IC 69. La galaxie NGC 252 incluse au groupe de NGC 315 dans un article d'Abraham Mahtessian devrait être ajoutée à cette liste.